# Müsli

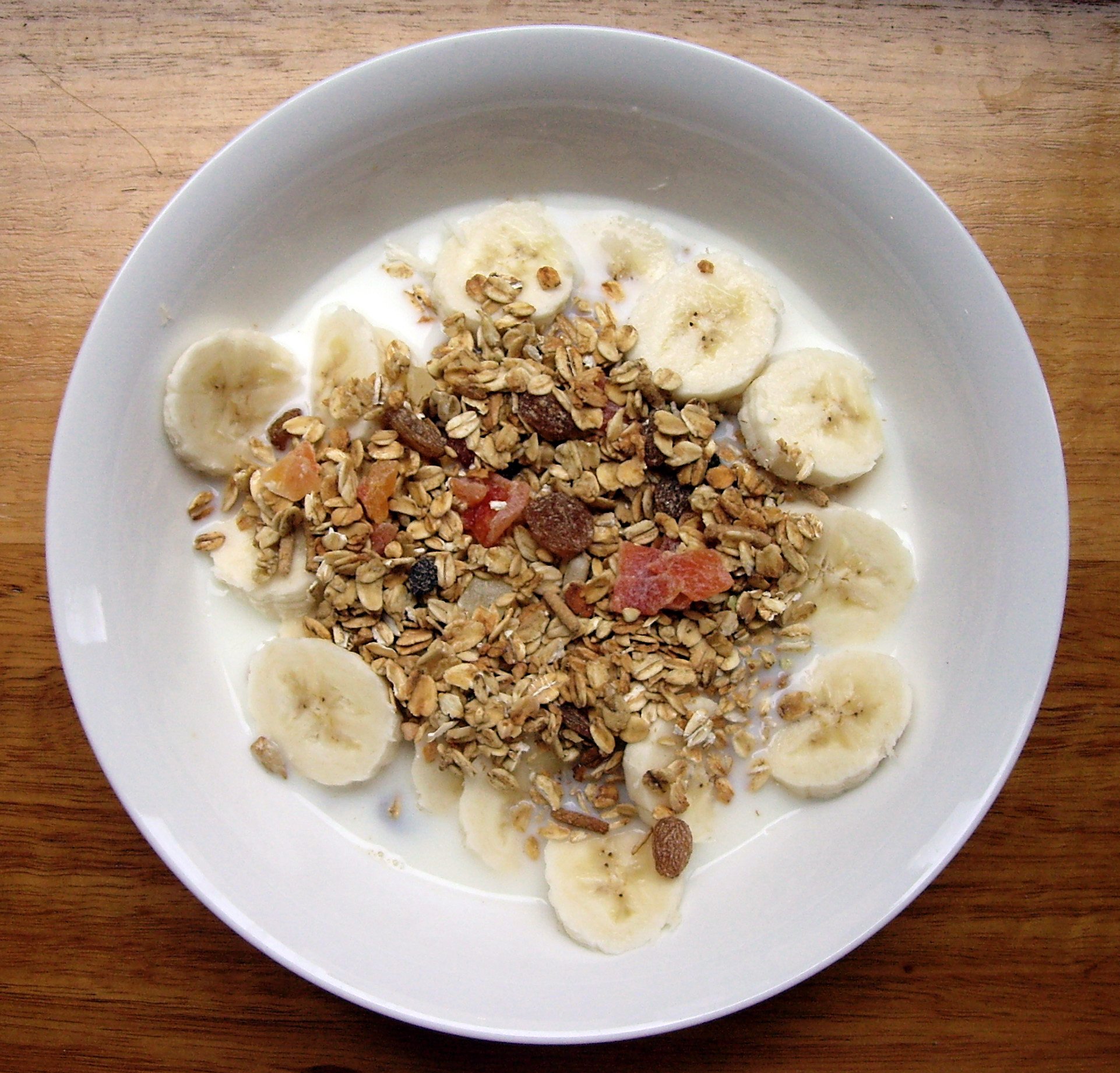
Trockenmüsli mit Früchten (u. a. Bananen, Rosinen) in Milch

Müsli [ˈmyːsli] (in der Schweiz und im südlichen Baden-Württemberg Müesli [ˈmyəz̥li], schweiz. Aussprache [ˈmyəslɪ],  Birchermüesli oder Birchermues) ist ein nicht gekochtes Mus aus Haferflocken und Obst beziehungsweise Trockenobst sowie weiteren Produkten. Diese werden mit Milch oder pflanzlicher Milch (Sojamilch, Getreidemilch, Mandelmilch), Joghurt oder Fruchtsaft üblicherweise zum Frühstück gegessen. Im Gegensatz zum Haferbrei, britisch Porridge, werden die Haferflocken hierbei nicht gekocht, sondern lediglich eingeweicht. 
Müesli ist neben Schokolade eine der Schweizer Spezialitäten, die weit über die Schweiz Verbreitung gefunden haben. Heute ist Müsli wesentlicher Bestandteil der europäischen Frühstückskultur. Birchermüesli complet ist Birchermus mit Butterbrot und Milchkaffee.

## Die ursprüngliche Apfeldiätspeise „d Spys“
Das ursprüngliche Birchermues wurde vor 1900 vom Aargauer Arzt und Ernährungsreformer Maximilian Oskar Bircher-Benner entwickelt. 1897 stellte er seine Rohe Apfelspeise während eines Studienaufenthaltes in Dresden dem promovierten Arzt Heinrich Lahmann vor, der dieses Müsli, überzeugt von dessen Wirkung, in der Sanatoriumsküche des Lahmann-Sanatoriums einführte. Bircher-Benner wiederum nahm von hier viele weitere Anregungen mit in die Schweiz.
Der Gründer des Sanatoriums „Lebendige Kraft“ am Zürichberg nannte seine Kreation schließlich Apfeldiätspeise, oder einfach d Spys (schweizerdeutsch ‚die Speise‘, [t ʃpiːz̥]). Ab 1902 versuchte er den Gästen in seinem Zürcher Sanatorium auf diese Weise eine Vollwertdiät mit frischem Obst näherzubringen – was ihm gelang. Das Birchermus wurde als leicht bekömmliches Abendessen gereicht.
Bircher-Benner gilt als Pionier der Vollwerternährung. Ursprünglich war er überzeugt, dass unbearbeitete pflanzliche Rohkost, wie sie für ein Müsli verwendet wird, „biologisch wirksame Lichtquanten“ enthalte, aus denen der Körper „Lebenskraft“ gewinnen könne – eine Hypothese, die sich später als falsch herausstellte (siehe Biophotonen). Als Vertreter vegetarischer Rohkosternährung waren für Bircher-Benner die mit Schale und Kerngehäuse frisch geriebenen Äpfel das Wichtigste, nicht etwa die Getreideflocken. Kondensmilch verwendete er, weil Frischmilch, zu seiner Zeit unpasteurisiert, ein hohes Tuberkulose-Risiko darstellte. Inzwischen haben sich auch die Herstellungsverfahren für Haferflocken verbessert. Die heute erhältlichen feinen Flocken müssen nur noch kurz eingeweicht werden.
Das Originalrezept nach Bircher-Benner
Für eine Portion:
- 1 gestrichener Esslöffel Haferflocken
- 3 Esslöffel Wasser
- 12 Stunden einweichen
- 1 Esslöffel Zitronensaft
- 1 Esslöffel gezuckerte Kondensmilch beifügen und zu einer Sauce vermischen
- etwa 2 Äpfel (400 g) einer möglichst säuerlichen Sorte; unmittelbar vor dem Servieren mit der Schale auf der Bircherraffel direkt in die Sauce hineinreiben und gelegentlich umrühren, damit sich das Apfelfleisch nicht bräunt
- 1 Esslöffel Haselnüsse oder Mandeln gerieben darüber streuen[4]

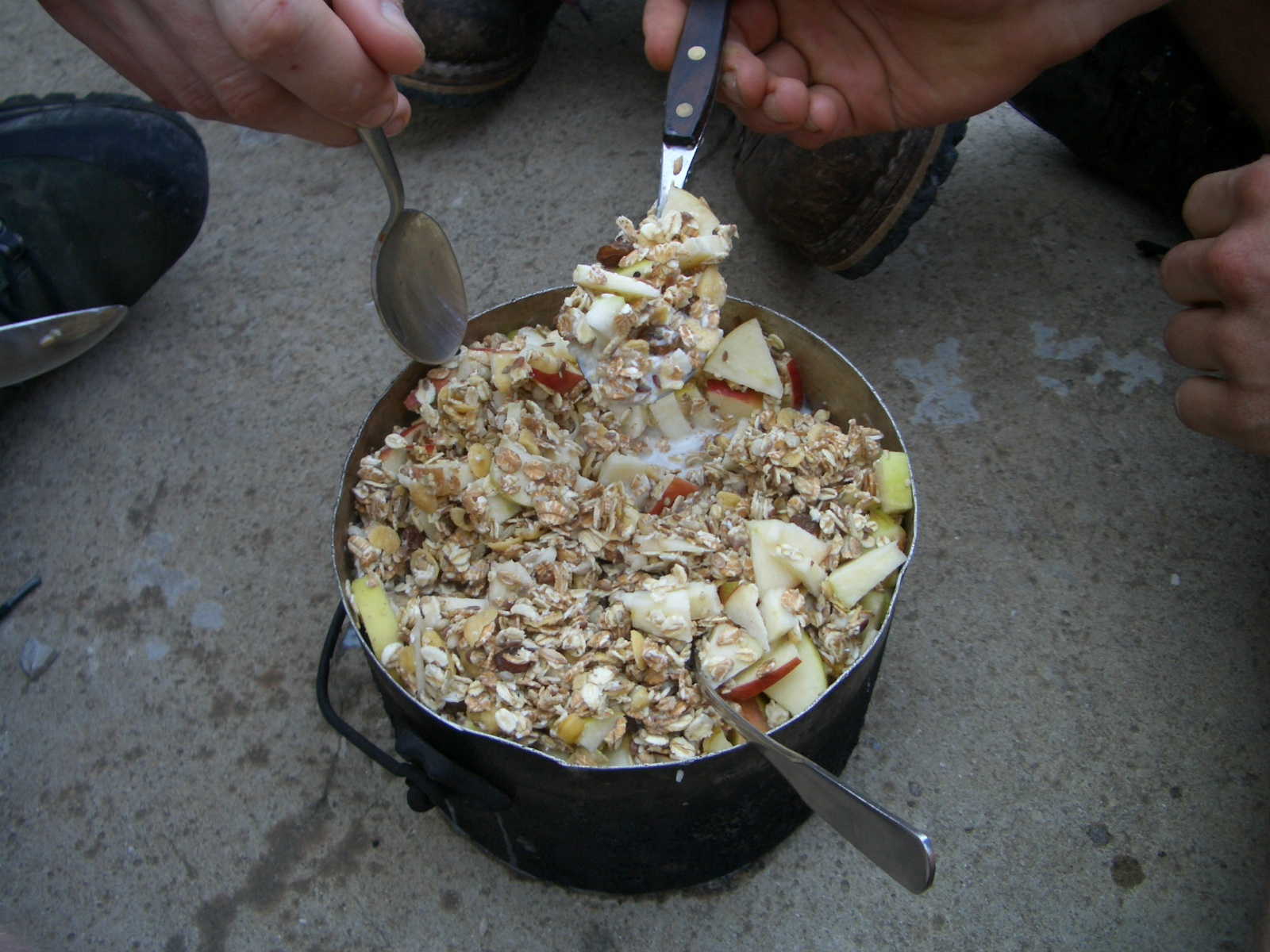
Müsli in einem Hordentopf

## Weitere Geschichte
Der Ernährungsreformer Bircher hielt zahlreiche Vorträge über Rohkosternährung und bewarb dabei seine Apfeldiätspeise. Zu einem ersten Durchbruch und erster Bekanntheit im deutschsprachigen Raum verhalfen dem Birchermus die unzähligen Kochbücher und Schriften von Mitgliedern der Bircher-Familie. Bereits in den 1920er-Jahren stand die Apfelspeise auf der Speisekarte vegetarischer Restaurants. Richtig populär wurde das Birchermus vorerst nur in der Schweiz. Ab den 1940er- und 1950er-Jahren wurde das Birchermus regelmäßig zum Abendessen eingenommen. Auch in den Küchen von Gefängnissen, Heimen, Klöstern und des Militärs stand es regelmäßig auf dem Menüplan.
Mit der Popularität kamen bald Rezepte auf, die sich vom Original unterschieden. An Stelle der Haferflocken traten zunehmend die schon seit den frühen 1940er-Jahren industriell hergestellten Trockenmischungen. Kondensmilch wird durch Joghurt, Milch oder Rahm (Sahne) ersetzt.
- Birmus (Obsthalle AG in Romanshorn, 1942), ein komplettes Birchermüesli mit getrockneten Äpfeln, Milchpulver, Getreideflocken, Sultaninen und Haselnüssen.
- Frutifort (1946[6]), die „fertige Birchermüesli-Mischung nach Dr. Bircher“ der Thurgauer Schälmühle Zwicky AG enthielt dagegen keine Früchte, sondern nur verschiedene Getreideflockensorten. Auf der Verpackung wurde ausdrücklich darauf hingewiesen, dass man der Mischung frische Früchte beigeben sollte.
- 1954 wurde von Hipp in Sachseln in der Zentralschweiz die Firma Somalon AG gegründet, die zunächst die Hipp-Babynahrung in der Schweiz anbot. Nach kurzer Zeit stellte diese jedoch auf die industrielle Herstellung von Birchermüesli-Mischungen um und hatte damit Erfolg.[7][8] Die Firma heißt heute bio-familia AG und gehört zur Hipp-Firmengruppe.

1985 versuchte Kellogg’s, den Begriff Müsli als Markenname schützen zu lassen. Dies scheiterte an einem acht Jahre älteren Eintrag in Deutschland. Stattdessen wurden Müslix und Müeslix eingetragen.

## Heutige Produkte
Im Handel steht der Begriff Müsli meist für Mischungen der Trockenprodukte, die dann vom Verbraucher mit den entsprechenden Milchprodukten zum Verzehr angerichtet werden. Häufige Bestandteile sind Frühstücksflocken, Getreide, Rosinen, Trockenobst und Nüsse. Angeboten werden auch Produkte mit verschiedensten Zusatzstoffen wie Vitaminen, Mineralstoffen, Schokolade, Kakao oder Süßungsmitteln. Varianten mit durch Honig oder andere Süßungsmittel verklumpten Bestandteilen werden oft als Knuspermüsli vermarktet. Der Begriff Bircher-Müsli findet sich häufig im Kühlregal für Joghurt, dem entsprechende Bestandteile zugemischt sind.
Die sogenannten Frühstückszerealien gehören zu den am meisten angereicherten Nahrungsmitteln, wie eine Studie des Projektes Aufbau einer schweizerischen Nährwertdatenbank ergab. Sie zählen dann zum Functional Food. Laut Stiftung Warentest bestanden die „Früchte“ der meisten Fertigmischungen 2006 hauptsächlich aus Rosinen, die preiswert und süß sind. Knuspermüsli enthält einen wesentlichen Anteil Zucker.
Nach dem Inkrafttreten im Januar 2023 einer im Jahr 2021 verabschiedeten EU-Verordnung ist die Herstellung von Insektenmehl aus mehreren Insektenarten als Novel Food erlaubt und wird beispielsweise schon in Müsli-Produkten des europäischen Lebensmittelhändlers Kaufland verwendet. Dafür ist eine genaue Kennzeichnung der Insektenarten notwendig.

## Erweiterter Sprachgebrauch und Kulturelles
- Als Müslis oder abwertend Müsli- bzw. Körnerfresser werden in Deutschland alternativ lebende Menschen bezeichnet;[11] vgl. auch Kohlrabiapostel.
- Anfang der 1980er-Jahre wurde die Radio-Comedy-Figur Matthias Müsli von Jacky Dreksler zum Kult auf SWF3.
- Die Kölner Gruppe BAP besang 1981 auf ihrem Album Für usszeschnigge! den „Müsli Man“.
- Im Englischen gibt es den soziologischen Begriff des muesli belt für den typischen Wohngürtel ökologie- und gesundheitsorientierter Mittelklassebürger mit Ernährungsbewusstsein.[12][13]
- Die Siedlung Stadtrain, eine Ein- und Mehrfamilienhaussiedlung des wohnreformierten Neuen Bauens in Winterthur (Schweiz), wird wegen der Strassennamen (Quitten-, Kirschen-, Pfirsich-, Aprikosen-, Birnen- und Apfelweg) scherzhaft „Birchermüesli-Quartier“ genannt.[14] Was ursprünglich leicht abschätzig gemeint war, wird heute mit der besonderen Wohnqualität und Avantgarde der Klassischen Moderne assoziiert.[15]
- Auch in Köln, zwischen den Stadtteilen Lövenich und Müngersdorf, gibt es eine Siedlung, die wegen der Straßennamen (Roggenweg, Hirseweg, Weizenweg, Leinsamenweg etc.) umgangssprachlich als „Müslisiedlung“ bezeichnet wird.

## Müsli und Müesli
In der Schweiz und den südlichen Teilen Baden-Württembergs ist – auch im Schweizer Hochdeutsch – ausschließlich die ursprüngliche Form Birchermüesli gebräuchlich. Müsli – mit langem ü – ist hingegen in den meisten alemannischen Dialekten die Verkleinerungsform von Muus („Maus“) und bedeutet dort „Mäuslein“. Sprachlich kommt Müesli als verselbständigter Diminutiv vom schweizerdeutsch Mues zu mittelhochdeutsch müeselīn (Dim. zu muos), standardsprachlich Mus (siehe auch -li). Die Schreibweise Müesli wird jedoch auch von überregional bekannten Herstellern von Flocken und Kindernahrung verwendet (u. a. von den Firmen Schneekoppe und Hipp).